# 156 (szám)
A 156 (százötvenhat) a 155 és 157 között található természetes szám.
A 156 Harshad-szám, mert osztható a tízes számrendszerben vett számjegyeinek összegével.
Téglalapszám (12 · 13). Tizenkétszögszám.
A 156 a 6 csúcsú, címkézetlen egyszerű gráfok száma.